# Perumnas Simalingkar
Perumnas Simalingkar is een bestuurslaag in het regentschap Deli Serdang van de provincie Noord-Sumatra, Indonesië. Perumnas Simalingkar telt 7478 inwoners (volkstelling 2010).